# Troglodytes solstitialis
La ratona ceja blanca, chochín montañés, cucarachero montaraz, cucarachero paramero, o ratona paramera (Troglodytes solstitialis), es una especie que integra el género Troglodytes, de la familia Troglodytidae. Esta ave se distribuye en el norte y centro-oeste de América del Sur.

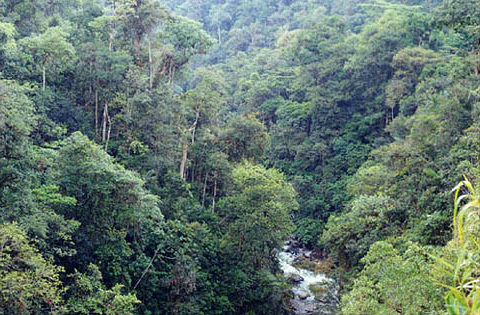
Parque nacional Podocarpus, en Ecuador; el hábitat de esta especie.

## Distribución y hábitat
Se extiende, siempre por laderas selváticas de montañas, desde Venezuela, Colombia, Ecuador, Perú, y Bolivia, hasta las provincias del noroeste de la Argentina.

## Taxonomía
Esta especie fue descrita originalmente por Philip Sclater en el año 1859, bajo el mismo nombre científico. La localidad tipo dada es: «Cerca de Riobamba, Chimborazo, Ecuador».
A veces se considera que incluye a Troglodytes rufulus, Troglodytes rufociliatus, Troglodytes ochraceus, y Troglodytes monticola como subespecies, sin embargo, estudios de ADN encontraron que, salvo quizás la última, son todas ellas distintas especies.  

### Subespecies
Esta especie se subdivide en 5 subespecies:
- Troglodytes solstitialis solitarius Todd, 1912 - Habita en áreas montañosas del centro y norte de Colombia y el oeste de Venezuela.
- Troglodytes solstitialis solstitialis P. L. Sclater, 1859 - Habita en el extremo sur de Colombia, Ecuador, hasta el noroeste del Perú.
- Troglodytes solstitialis macrourus Berlepsch & Stolzmann, 1902 - Habita en el este del Perú hasta San Martín.
- Troglodytes solstitialis frater Sharpe, 1882 - Habita en el extremo sur del Perú en Puno, y Bolivia.
- Troglodytes solstitialis auricularis Cabanis, 1883 - Habita en el noroeste de la Argentina.